# Municipio de Comonfort
El municipio de Comonfort es uno de los 46 municipios que conforman el Estado mexicano de Guanajuato. Su cabecera municipal es la ciudad de Comonfort y pertenece a la Zona Metropolitana de Celaya.

## Historia
El 1° de enero de 1562, don Francisco de Velasco elevó a categoría de villa al pueblo de Chamacuero; la que debería de servir para proteger a los habitantes de la región de los constantes ataques de los chichimecas, que habitaban en ella, de entre los cuales los más violentos eran los pame.
En 1591 los pobladores lo denominaron San Francisco de Chamacuero, y el primer asentamiento ordenado tiene lugar en el barrio de San Agustín. El 7 de noviembre de 1861 es declarado municipio, y el 9 de noviembre de 1874, a iniciativa del jefe político del distrito, don Ignacio Bernal, por decreto del Estado se le denomina Chamacuero de Comonfort, en homenaje al presidente Ignacio Comonfort. En la actualidad, el municipio lleva solamente el nombre de Comonfort.
El 11 de octubre de 2018, Comonfort fue nombrado Pueblo Mágico, junto con otros 9 municipios de la república. Convirtiéndose en el sexto Pueblo que alcanzó este reconocimiento en el Estado de Guanajuato, después de Dolores Hidalgo C.I.N, Mineral de Pozos, Salvatierra, Yuriria y Jalpa de Cánovas.

## Demografía

### Localidades
En el censo de 2020 el municipio de Comonfort contaba con 130 localidades.
| Código INEGI      | Localidad             | Población (2020) |
| ----------------- | --------------------- | ---------------- |
| 110090001         | Comonfort             | 24 228           |
| 110090010         | Empalme Escobedo      | 13 991           |
| 110090025         | Neutla                | 4 065            |
| 110090007         | Delgado de Arriba     | 2 281            |
| 110090018         | Landín                | 2 237            |
| 110090014         | Jalpilla              | 1 953            |
| 110090049         | Las Trojas            | 1 808            |
| 110090031         | Palmillas de San Juan | 1 579            |
| 110090029         | Orduña de Abajo       | 1 506            |
| 110090024         | Morales               | 1 489            |
| 110090082         | Delgado de Abajo      | 1 406            |
| 110090033         | Picacho               | 1 263            |
| 110090041         | San Antonio Corrales  | 1 246            |
| 110090035         | Potrero               | 1 237            |
| 110090008         | Don Diego             | 1 136            |
| Otras localidades | Otras localidades     | 20 791           |
| Total municipal   | Total municipal       | 82 216           |

## Gobierno y política
Comonfort es uno de los  46 Municipios Libres pertenecientes al Estado de Guanajuato, cuya Constitución Política establece que:
"ARTÍCULO 106. El Municipio Libre, base de la división territorial del Estado y de su organización política y administrativa, es una Institución de carácter público, constituida por una comunidad de personas, establecida en un territorio delimitado, con personalidad jurídica y patrimonio propio, autónomo en su Gobierno Interior y libre en la administración de su Hacienda."
"ARTÍCULO 107. Los Municipios serán gobernados por un Ayuntamiento. La competencia de los Ayuntamientos se ejercerá en forma exclusiva y no habrá ninguna autoridad intermedia entre los Ayuntamientos y el Gobierno del Estado."

### Presidentes municipales
| Período     | Presidente                      | Partido |
| ----------- | ------------------------------- | ------- |
| 1980 - 1982 | Francisco José Ramírez Martínez |         |
| 1983 - 1985 | Daniel Martínez López           |         |
| 1986 - 1988 | Pedro Laguna Pérez              |         |
| 1992 - 1994 | Francisco José Ramírez Martínez |         |
| 1994 - 1997 | Sergio Prado Tapia              |         |
| 1997 - 2000 | José Alberto Méndez Pérez       |         |
| 2000 - 2003 | Isidro Flores Laguna            |         |
| 2003 - 2006 | Moisés Arnulfo López Portillo   |         |
| 2006 - 2009 | Bricio Balderas                 |         |
| 2009 - 2012 | Francisco José Ramírez Martínez |         |
| 2012 - 2015 | Pablo Martín López Portillo     |         |
| 2015 - 2018 | José Alberto Méndez Pérez       |         |
| 2018 - 2021 | José Carlos Nieto Juárez        |         |
| 2021 - 2024 | Claudio Santoyo Cabello         |         |

## Geografía
El Municipio Libre de Comonfort limita al norte con el municipio de San Miguel de Allende, al sur con los de Celaya y Apaseo el Grande, al oeste con el municipio de Santa Cruz de Juventino Rosas, y al este, noreste y sureste con el estado de Querétaro. La extensión territorial del municipio de Comonfort comprende 522.94 km², equivalentes al 1.7% de la superficie total del estado de Guanajuato. Se encuentra a 153Kms de la Cd. de León, Guanajuato.
Comonfort pertenece a la Zona Metropolitana de Celaya y se localiza en la región IV sureste del estado; se encuadra entre los meridianos 100°36′36″ y 100°58′30″ de longitud oeste del meridiano de Greenwich y entre los paralelos 20°37′36″ y 20°42′48″ de latitud norte.

## Clima
El clima del municipio de Comonfort es templado con lluvias en verano, presentando temperaturas mínimas de 0 °C, en los meses de diciembre a febrero y máximas de hasta 38 °C, durante los meses de marzo a junio. La mayor parte del municipio tiene una temperatura promedio que oscila entre los 18 y 20 °C.

## Personas destacadas
En este municipio nació el ilustre reformador José María Luis Mora, sacerdote católico y político, promotor de la separación entre la iglesia y el estado.
El cantautor Gabino Palomares, autor de "La maldición de Malinche", nació aquí el 26 de mayo de 1950.

## Atractivos turísticos
Monumentos históricos
- Parroquia de San Francisco.
- Museo Doctor José María Luis Mora.
- Zona arqueológica en la comunidad de Orduña de Abajo.
- La plaza principal.
- Jardín Principal.
- Santuario de Nuestra Señora de Los Remedios.
- Cerro de Los Remedios y Templo del Señor de la Misericordia.

Fiestas, danzas y tradiciones
| Fiesta                     | Fecha | Descripción |
| -------------------------- | --- | --- |
| Semana Santa               | Fecha variable | Celebración tradicional que incluye representaciones de la Pasión de Cristo. |
| Fiesta de Santiago Apóstol | 25 de julio | Fiesta Tradición de la Comunidad de Neutla. Se realizan palenques, jaripeos, bailes tradicionales. |
| Feria de los Remedios      | del 30 de agosto al 2 de septiembre y último fin de semana de noviembre, así como el primer fin de semana de diciembre | Celebraciones a la Reina y protectora de Comonfort; La Virgen de los Remedios, donde hay diversos eventos como palenque, bandas de música, danzas de apaches, danza del torito, danza de la rosa, de los concheros, de la sonaja y la azteca; juegos mecánicos, fuegos artificiales y bailes populares. |
| San Francisco de Asís      | 4 de octubre | Fiesta del Patrono del Municipio. Se llevan a cabo quema de fuegos pirotécnicos, danzas prehispánicas y bailes populares. |
| Procesión de Fin de Año    | 31 de diciembre | Se realizan tapetes en las principales calles de Comonfort, se adornan las calles con flores, telas y cortinas de diferentes materiales. |

Artesanías
Se producen artículos artesanales de diversos materiales, tales como canastas, colores floreros, cestos y tascales a base de carrizo; molcajetes, metates, ceniceros y figurillas decorativas de piedra; destapadores, portallaves y figuras decorativas de latón. Existe salida a San Miguel de Allende una extensa zona de comercio artesanal conocida como Camacho (barrio en donde originalmente se asentó), puede ser visitada todos los días de la semana, pero principalmente sábado y domingo tiene mayor afluencia de visitantes. 
Gastronomía
- Alimentos: Barbacoa, carnitas, chicharrón, menudo (pancita), gorditas de queso con migajas, nopales, papas, tamales, enchiladas rojas, tacos dorados, pambazos, entre gran variedad de comidas típicas mexicanas y comida rápida.
- Dulces: Nieve tradicional que realizan diversas familias, pan artesanal (conocido como fruta de horno) Charamuscas, figurillas de azúcar, calabaza en dulce y chilacayote.